# La Boada (la Vall de Bianya)
La Boada és una gran masia situada a poca distància de l'església romànica de Sant Martí de Solamal al terme de la Vall de Bianya (la Garrotxa).
De planta rectangular i ampli teulat a dues aigües, amb els vessants vers les façanes principals. Disposa de planta baixa, antigament destinada al bestiar, amb menudes obertures per la ventilació i planta habitatge, organitzada a partir d'una àmplia sala de convit, d'on parteixen les nombroses portes que menen a les cambres i altres dependències. L'accés es realitza directament des de l'exterior per una gran porta dovellada. Disposa també de dos pisos superiors i unes reduïdes golfes.
La façana principal està orientada al nord i cal destacar l'eixida del costat de migdia, a nivell del primer pis, sostinguda per grans arcades de mig punt. Fou bastida amb pedra del país poc treballada, llevat dels carreus emprats per fer els cantoners i algunes de les obertures. Ha sofert moltes modificacions i ampliacions i actualment es troba molt restaurada.